# روثي ماتيس
روثي ماتيس (بالإنجليزية: Ruthie Matthes)‏ مواليد 11 نوفمبر 1965، هي درّاجة أمريكية. شاركت في دورة الألعاب الأولمبية الصيفية.

## الميداليات
| الميدالية | المسابقة                                    |
| --------- | ------------------------------------------- |
| فضية      | بطولة العالم لسباق الدراجات على الطريق 1990 |

## روابط خارجية
- روثي ماتيس على موقع أرشيف الدراجات (الإنجليزية)
- روثي ماتيس على موقع إحصائيات الدراجات الإحترافية (الإنجليزية)
- روثي ماتيس على موقع أوليمبيديا (الإنجليزية)